# Johann Joachim Bernitt
Johann Joachim Bernitt (* 29. Oktober 1925 in Rostock; † 31. Mai 1992 ebenda) war ein deutscher Kunsthistoriker und Museologe.

## Leben
Johann Joachim Bernitt war der Sohn des Rostocker Pädagogen und niederdeutschen Schriftstellers Hans Bernitt (1899–1954) und dessen Ehefrau Elisabeth, geb. Puls (1897–1959). Man kann davon ausgehen, dass der Lebensweg Bernitts geprägt wurde durch die Interessen des Vaters, dessen Sammelleidenschaft, dem Engagement für die Natur und die Heimatgeschichte, seiner Hilfe für die ortsansässigen Künstler. Seinem Vater war während der NS-Zeit auf Grund seiner überzeugten politischen Haltung als Sozialdemokrat die Arbeit im öffentlichen Dienst verwehrt und der Unterhalt der Familie dadurch erschwert. Somit kam eine höhere Schulbildung respektive ein Studium nicht in Frage und Bernitt erlernte den Beruf des Fotografen. Nach dem Krieg holte er das Abitur nach und studierte Kunstgeschichte an der Universität Greifswald. Die Diplomarbeit mit einem Thema zu den Mecklenburgischen Künstlerkolonien verfasste er 1953.
Ab November 1955 war Bernitt im Rostocker Museumswesen tätig und zunächst als wissenschaftlicher Mitarbeiter am Stadtgeschichtlichen Museum, dem späteren 
Kulturhistorischen Museum, angestellt. Bereits in dieser Zeit übernahm er parallel die Funktion des amtierenden Direktors, da der bisherige Leiter Hans Arnold Gräbke nach Lübeck gegangen war. Unter seiner Leitung kam es zur weiteren wissenschaftlichen Aufarbeitung der Sammlungen, die nun endgültig nach Maßstäben eines in einzelne wissenschaftliche Bestände gegliederten Museums geordnet wurden. Der Bestandskatalog mit 200 Druckseiten Niederländische Malerei, Grafik und Kunsthandwerk von 1966 war sein Werk. Er konzipierte 1969 die Ausstellung zur Stadtgeschichte im Kröpeliner Tor, das für diesen Zweck umgebaut und damit erstmals für die Öffentlichkeit zugänglich wurde. Er ordnete und katalogisierte die umfangreiche Zinnsammlung und verfasste hierzu eine Monografie (1983). 
Von unschätzbarem Wert ist die Anlegung einer Sammlung mit Werken aus den Künstlerkolonien Ahrenshoop und Schwaan, für die er 1987 das Museumsbegleitheft Malerei aus den Künstlerkolonien Ahrenshoop und Schwaan herausgab. Viele der von ihm vorgestellten Künstler kannte er noch selbst und pflegte persönlichen Kontakt. Bereits in seine Diplomarbeit hatte er persönliche Gespräche etwa mit Käthe Miethe, Hans Brass, Franz Triebsch, Thuro Balzer, Fritz Koch-Gotha, Hedwig Woermann und anderen einfließen lassen. In diesem Zusammenhang beschäftigte er sich zudem besonders mit dem Wirken und der Erschließung des Werkes von Rudolf Bartels.
Johann Joachim Bernitt war bis zu seinem Wechsel an das Schifffahrtsmuseum 1987 mehrmals als amtierender Direktor tätig und die letzten Jahre vor seiner Pensionierung Leiter des Heimatmuseums Warnemünde. Bernitt verstarb nach schwerer Krankheit in seinem 67. Lebensjahr. Sein Grab befindet sich auf dem Neuen Friedhof in Rostock.

„Johann Joachim Bernitt war kein Mann, der im Mittelpunkt stand. Seine Stärke war sein Wissen um die Bestände des Museums und ihre Bedeutung im nationalen und internationalen Maßstab. Ein Wissen, das er immer wieder versuchte, auch Desinteressierten und Ignoranten mitzuteilen. Oft wurde er mißverstanden oder wegen seiner leisen Art überhört. Vielleicht wurde er auch deshalb nie Museumsdirektor und blieb der ewige ‚Zweite‘, der hin und wieder amtieren durfte.“

## Schriften (Auswahl)
- Mecklenburgische Künstlerkolonien. Ein Beitrag zur Soziologie des Künstlers im 19. und 20. Jahrhundert. Rostock 1953.[3]
- Richard Blankenburg. Gedächtnisausstellung. Museum der Stadt Rostock, 1957. DNB 363340807
- Carl Hinrichs. Vom Arbeiter zum Künstler. Museum der Stadt Rostock, 1960. DNB 452025419
- Niederländische Malerei, Grafik und Kunsthandwerk. Bestände des Kulturhistorischen Museums Rostock. Cummerow & Jokiel, Putbus 1966. DNB 572259417
- Hedwig Holtz-Sommer. Malerei und Grafik. Kulturhistorisches Museum, Rostock 1967. DNB 572259409
- Heinrich Engel. Rostock. Malerei, Grafik, Keramik. Katalog der Ausstellung 1970, Kulturhistorisches Museum Rostock. Ostsee-Druck, Rostock 1970.
- Niederländische Malerei und Grafik. In: Begleitheft zur Rostocker Niederländer-Sammlung. (= Begleitheft Nr. 2) Kulturhistorisches Museum, Rostock 1980.
- Rostocker Zinnsammlung. (= Begleitheft Nr. 3) Kulturhistorisches Museum, Rostock 1982. DNB 870144464
- Malerei aus den Künstlerkolonien Ahrenshoop und Schwaan. (= Begleitheft Nr. 5) Kulturhistorisches Museum, Rostock 1987. ISSN 0232-9514. DNB 105972605X
- Wilhelm Lesenberg (1802–1857). Ein Rostocker Arzt und Künstler. Kulturhistorisches Museum, Rostock 1988.
- Wanderatlas Bad Doberan – Kühlungsborn. Ostseebäder zwischen Rerik und Rostock-Warnemünde. Tourist-Verlag, Berlin 1991. ISBN 3-350-00382-6.
- Ahrenshoop und Schwaan. Ein Jahrhundert norddeutsche Künstlerkolonien. Atelier im Bauernhaus, Fischerhude 1992. ISBN 3-88132-201-9.

„Als 1992 der Fischerhuder Verlag Atelier im Bauernhaus das Buch ‚Norddeutsche Künstlerkolonien: Ahrenshoop und Schwaan‘ herausbrachte, war J. J. Bernitt bereits zu krank, um den ihm angetragenen Auftrag für den Text anzunehmen, gestattete aber den Abdruck des vorhandenen Textes von 1987.“